# История индуизма

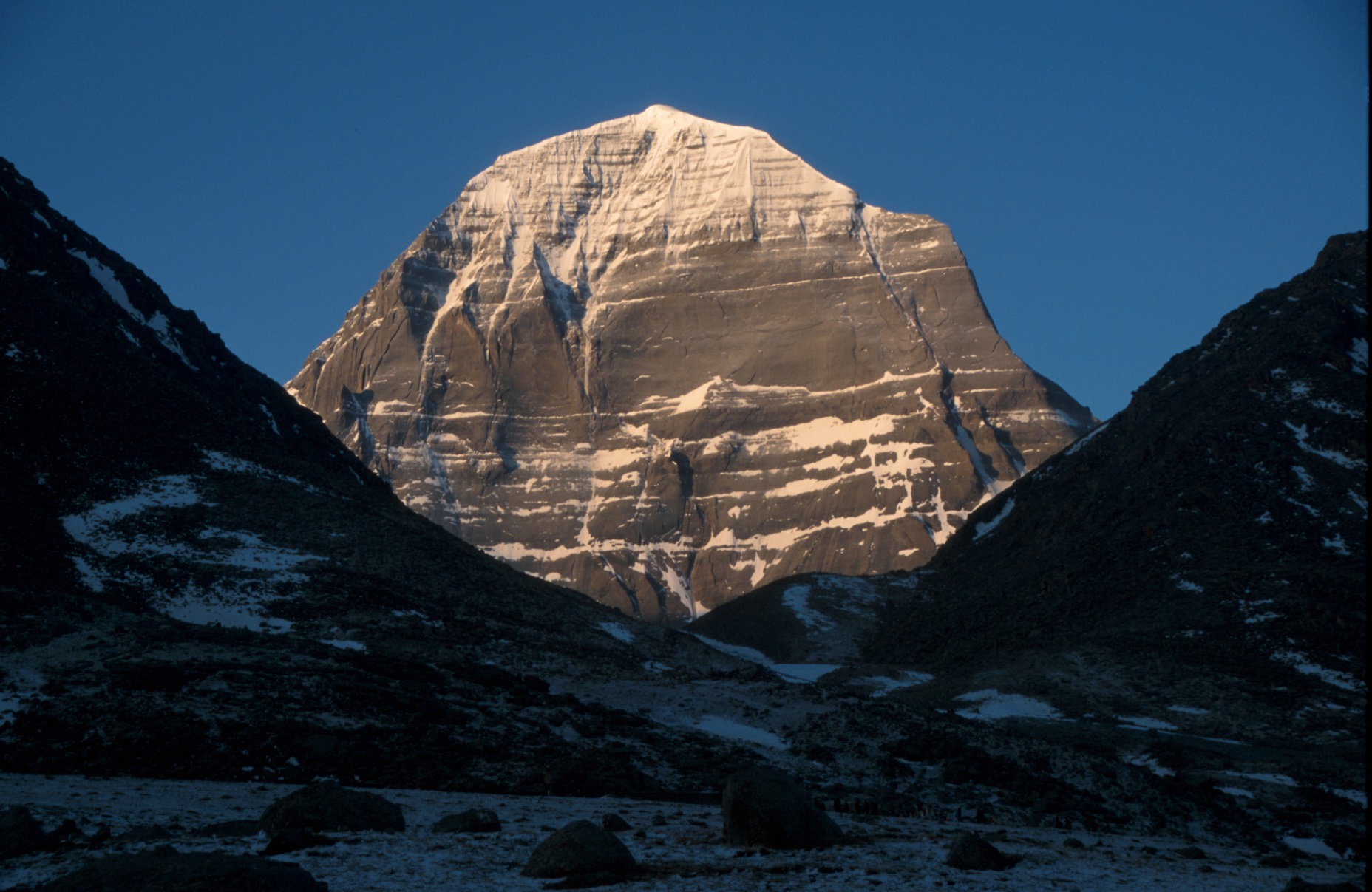
Священная гора Кайлаш в Тибете считается духовной обителью Шивы

Как отмечает Клаус Клостермайер, само понятие «история индуизма» является внутренне противоречивым. Индуисты называют свою традицию санатана-дхарма «вечной дхармой», а всё, что имеет религиозное значение, считают анади — не имеющим начала. В случае с индуизмом, его история не играет в изучении традиции ту же роль, что в христианстве или буддизме. Возникновение индуизма и его развитие не связаны с каким-либо центральным историческим событием или общим историческим движением. Большинство индуистов верят в то, что череда событий, которую принято называть историей, повторяется снова и снова в вечном цикле. Некоторые из основных школ индуистской философии отождествляют этот самоповторяющийся мир сансары с майей (иллюзией) и авидьей (невежеством). Таким образом, базой для «истории», которая документирует внешнюю сущность происходящего, описывает внешнюю сторону событий, служит своего рода «высшее невежество».
Многие индологи выделяют три ступени в развитии религиозного мышления древней Индии: ведизм, брахманизм и собственно индуизм. Согласно Клостермайеру, такому именованию этапов исторического развития индуизма трудно найти оправдание. Если использование термина «индуизм» является проблематичным по отношению к Ведам и Брахманам, где он не упоминается, равнозначно проблематично его применение по отношению к древнеиндийским эпосам и Пуранам, где он также не используется. Современные индуисты, в свою очередь, называют свои живые традиции «ведийскими», а индуизм — «вайдика-дхармой» («ведийской религией»). Принятие Вед как священного писания они считают критерием ортодоксальности.

## Ведийский период
Самые ранние свидетельства о практиках, которые повлияли на индуизм, датируются периодом от позднего неолита до периода Хараппской цивилизации (5500-2600 года до н. э.).
Верования и практики доклассического периода (XVI-VI века до н. э.) называются «историческая ведийская религия» или «ведизм». Современный индуизм произошёл из Вед, старейшей из них считается «Риг-веда», которую большинство учёных датируют XVI-XV веками до н. э. Веды в основном посвящены поклонению различным девам (богам), таким как Индра, Варуна и Агни, также в них содержится описание ритуала сома. Основной религиозной практикой ведийской религии было совершение огненных жертвоприношений, называемых ягья, и повторение ведийских мантр. Древние ведийские традиции имеют большое сходство с зороастризмом и другими индоевропейскими религиями.

## Эпический и пуранический периоды: распространение индуизма в Азии

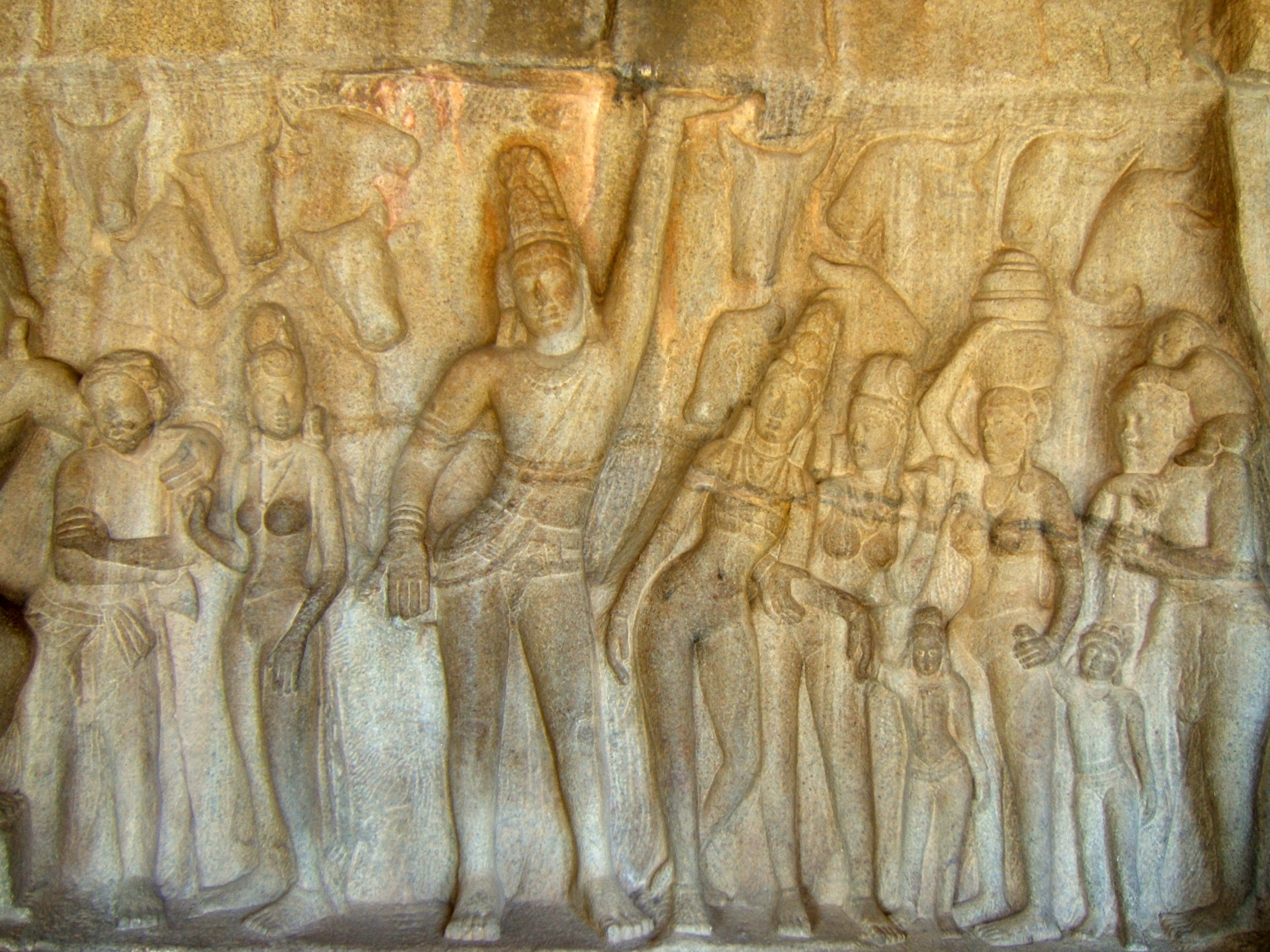
Кришна поднимает холм Говардхана. Барельеф VII века в Махабалипурам, Тамилнад

В эпический и пуранический периоды, примерно в VI—II веках до н. э. были записаны первые версии эпических поэм «Рамаяны» и «Махабхараты», хотя устно они передавались в течение многих веков до этого периода. В этих эпических произведениях описываются истории о правителях и войнах древней Индии, которые преподносятся в сочетании с религиозными и философскими трактатами. В Пуранах описываются истории различных аватар, а также девы, их взаимоотношения с людьми и битвы с демонами.
Начало новой эпохи в истории индуизма положили приход и распространение по всей Индии философии Упанишад, джайнизма, и буддистской религиозно-философской мысли. Упанишады, Махавира и Будда учили тому, что для достижения мокши или нирваны, не было необходимости принимать авторитет Вед или кастовую систему. Будда пошёл гораздо дальше, объявив, что «Я»/душа и Бог просто не существуют. Буддизм ассимилировал в свои верования некоторые черты индуизма. Буддизм (или по крайней мере буддистский индуизм) достиг своего апогея во время правления императора Ашоки и империи Маурьев, которые смогли объединить индийский субконтинент в одно государство в III веке до н. э.. Ко II веку до н. э. сформировались шесть основных школ: индуистской философии: санкхья, йога, ньяя, вайшешика, миманса и веданта.. В VI веке до н. э. Чарвака основал школу атеистического материализма в Северной Индии. Между IV и X веком н. э., индуизм взял вверх над буддизмом и распространился по всей Индии, вытеснив буддизм за её пределы.
В первом тысячелетии н. э. индуизм наравне с буддизмом распространялся и за пределами Индии, на основании чего можно говорить, что он являлся одной из первых мировых религий. Индуизм являлся государственной религией во многих королевствах Азии: начиная с Афганистана (Кабул) на Западе и включая почти всю Юго-Восточную Азию на востоке (Камбоджа, Вьетнам, Индонезия, Филиппины), и лишь к XV веку почти везде был вытеснен буддизмом и исламом, сохранившись до наших дней, в частности, среди таких неиндийских народов, как балийцы в Индонезии и чамы Вьетнама.

## Приход ислама и христианства

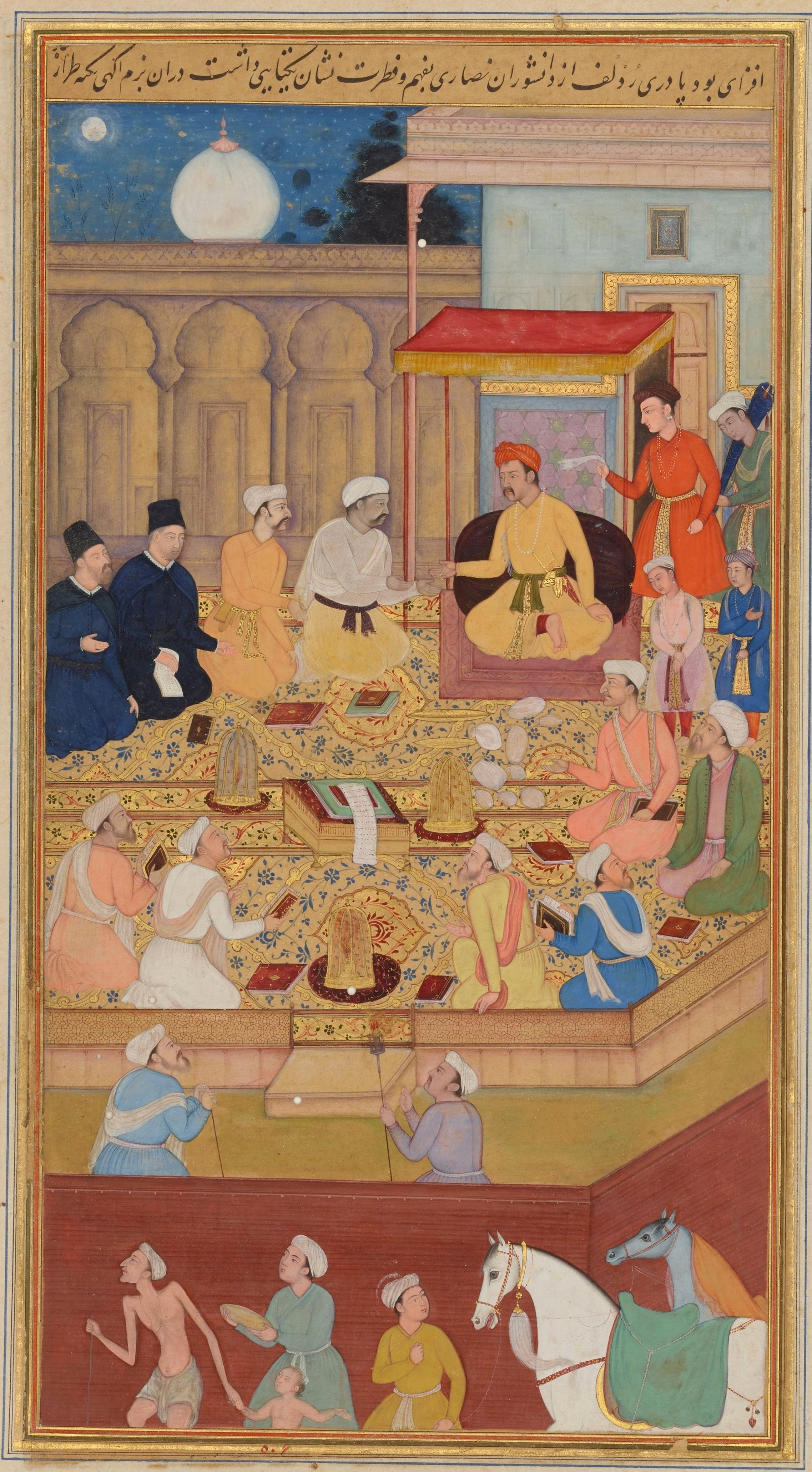
Император Акбар принимает при своём дворе иезуитов. Мусульманский император Акбар отличался большой терпимостью к индуизму — он женился на индуске, праздновал индуистские праздники и даже создал новую синкретическую религию дин-и иллахи, которая представляла собой синтез ислама и индуизма с элементами джайнизма, христианства и зороастризма.

Хотя ислам пришёл в Индию уже в начале VII века вместе с арабскими купцами и завоеванием Синда, в одну из основных религий он превратился в более поздний период завоевания мусульманами индийского субконтинента. Во время этого периода буддизм окончательно пришёл в упадок, а многие индуисты обратились в ислам. В исламе индуисты нашли совершенно другие концепции бога, истины, отношения к насилию и социального устройства.
Во время периода исламских завоеваний в ислам были обращены многие последователи индуизма. Смешанные браки и приток мусульман из арабских стран сыграли важную роль в становлении ислама в Индии. Отношение мусульманских правителей к индуизму могло отличаться: многие из них, такие как Аурангзеб разрушали индусские храмы и преследовали индусов, а некоторые, такие как Акбар, наоборот, отличались терпимостью. Для большинства всё же было характерно презрительное и пренебрежительное отношение к самой идее индуизма — они считали индуистские религиозные практики идолопоклонством и часто выступали как «иконоборцы». Самыми известными примерами подобных правителей являются Махмуд Газневи и могольский император Аурангзеб. Мусульмане также установили в Индии особую кастовую систему, которая разделила мусульман — потомков арабов «ашрафов», тех кто обратился в ислам «аджлафов», и неприкасаемых «арзалов». Но были и мусульманские правители, которые, в основном из политических соображений, относились к индуизму более терпимо. Император Акбар и Ибрахим Адиль-Шах II из Биджапурского султаната являются самыми яркими примерами подобных лидеров. Двор Акбара был домом как для мусульманских, так и для индусских святых и интеллектуалов. С целью сблизить основные религии своей империи, Акбар даже создал синкретическую религиозную доктрину дин-и иллахи, представлявшую собой синтез ислама, индуизма и джайнизма с некоторыми элементами христианства и зороастризма.
В различных формах искусства времён Империи Великих Моголов, в особенности в миниатюрах и некоторых поэтических произведениях на урду, нашли своё отражение классические индуистские мотивы, такие как любовные истории Кришны и Радхи. Музыка хиндустани, одно из направлений в классической индийской музыке, сочетает в себе ведийские понятия о звуке, раги и талы. В ней используются музыкальные инструменты как ближневосточного происхождения, так и индо-мусульманские изобретения.
Среди современных западных исследователей принято считать, что первые христианские общины на Индийском субконтиненте появились в V—VI веках в Южной Индии. Однако среди индийских христиан до наших дней сохранились христиане апостола Фомы, считающие этого апостола основоположником своей церкви, о проповеди которого в Индии сообщают и древние церковные писатели.
Взаимоотношения индуизма с христианством, так же как и с исламом, исторически базировались на неравном балансе политического и культурного влияния. Массовое распространение христианства началось только во время британского колониального правительства, покровительством и защитой которого пользовались британские христианские миссионеры, глубоко осуждавшие такие практики индуизма, как поклонение мурти (рассматривавшееся как идолопоклонство), ритуал сати и детские свадьбы. Прозелитическая деятельность христианских миссионеров часто вызывала недовольство индуистов, которое в конце XX века выразилось в нападениях на христиан-далитов и их церкви в различных частях Индии, в особенности в Ориссе и Гуджарате.

## Движения бхакти

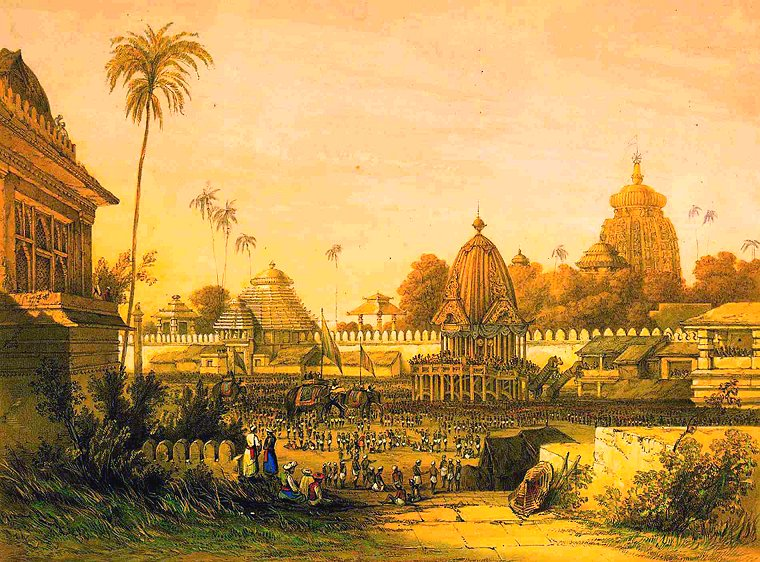
Праздник Ратха-ятры в Пури, Орисса. Картина Джеймса Фергюссона XIX века.

В средние века индуизм претерпел большие изменения, в основном благодаря известным ачарьям Раманудже, Мадхве, и Чайтанье. Последователи движений бхакти заменили абстрактную концепцию Брахмана, которую философ Шанкара сформулировал за несколько веков перед этим, эмоциональной и страстной преданностью альваров к аватарам Бога, в особенности к Кришне и Раме.
Элементы бхакти уже присутствовали в ведийский период, но широко традиция распространилась только в VI—X веках, сначала в Южной Индии, а потом и в Северной. Своё выражение она нашла в поэмах и гимнах альваров и наянаров, составленных на тамильском языке и посвящённых Вишну и Шиве. Подобно традициям мирской эротической поэзии, поэты-бхакты часто применяли к богу чувства разлуки женщины со своим возлюбленным.
Хотя бхакти является также частью шиваизма и шактизма, движение бхакти главным образом было именно вайшнавским. Одним из основных направлений бхакти в вайшнавизме, получившем наибольшее распространение в Восточной Индии — Бенгалии, Ориссе и Ассаме — стал гаудия-вайшнавизм. Эта ветвь кришнаизма, последователи которой поклоняются Кришне как изначальной форме бога, возникла в начале XVI века в Бенгалии. Её основоположником был вайшнавский святой и реформатор Чайтанья (1486—1534).
Широкое распространение также получила синкретическая форма бхакти, в которой суфизм сочетался с индуистскими традициями веданты и йоги. Суфийский святой Шейх Мухаммад выбрал объектом своего поклонения Раму. Кабир заявлял о том, что не принадлежал ни к индуизму, ни к исламу. Он сочинял стихи и проповедовал людям учение, сочетавшее в себе философии и духовные практики обеих религий, таким образом бросая вызов традиционным религиозным устоям индуизма и ислама того времени. Взаимодействие между суфиями и бхактами в некоторых регионах Индии привело к тому, что индуисты и мусульмане собирались вместе в мазаре (суфийском храме) на богослужение, проводимое вайшнавским пуджари.

## Появление индологии и распространение индуизма на Западе
Индология как научная дисциплина изучения индуизма и индийской культуры с европейской перспективы возникла в XIX веке. Ключевую роль в развитии индологии в XIX — начале XX века сыграли такие учёные как Макс Мюллер и Джон Вудрофф. Они принесли ведийскую, пураническую и тантрическую литературу и философию в Европу и США.
В то же самое время (с начала XIX века), движение в индуизме, которое можно назвать неоведантическим, превознесло монизм некоторых Упанишад и отвергая такие популярные индусские практики, как поклонение мурти, выступило инициатором общественных преобразований и диалога с другими религиозными традициями. Такие общества, как Брахмо-самадж и Теософское общество, попытались создать синтез авраамических и дхармических философий. В этот период появились движения, которые, будучи новаторскими, своими корнями уходили в местные традиции. Они были основаны на характере и учении определённых харизматичных духовных лидеров, таких как Рамакришна и Рамана Махарши.
Выдающиеся индийские философы Шри Ауробиндо и Бхактиведанта Свами Прабхупада (основатель Международного общества сознания Кришны), перевели и распространили основные тексты индуизма за пределами Индии и привлекли последователей по всему миру — как в Индии, так и за её пределами. Вивекананда и Парамаханса Йогананда сыграли большую роль в популяризации на Западе йоги и веданты.